# 泰陵站
泰陵站（：／ Taereung-ipgu yeok */?）是首尔地铁6号线與首爾地鐵7號線沿線交會的一座轉乘車站，位於韓國首爾特別市蘆原區孔陵1洞。站名源自朝鮮文定王后的泰陵，但實際上與該處入口相距約有2至3站的距離。
1998年時，鄰近的中浪川曾發生集中降雨造成站體淹水受損，7號線全線暫停營運，6號線也因轉乘通道工程受創而延至2000年才通車。

## 車站結構
6號線月台設於地下2層，7號線月台則位於地下4層。兩線站體均為2面2線側式月台的地下車站，候車月台皆設有月台幕門，並有出口共8處。
花郎臺站與本站間設有連結軌道，6號線列車可經由此連結軌進入道峰车辆基地檢修。本站與孔陵站之間也設有留置軌道，供7號線首發車停靠。

### 6號線月台

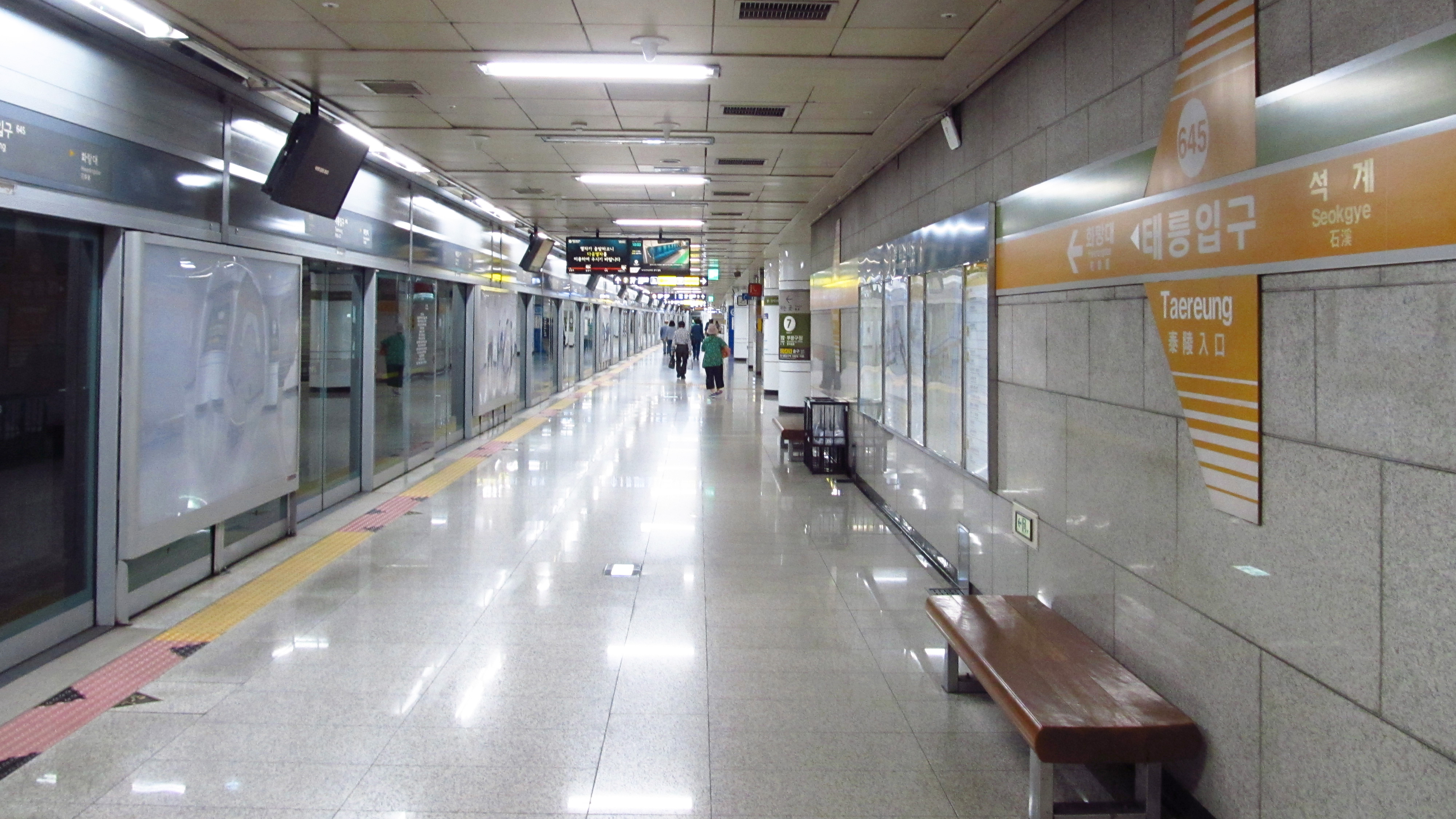
6號線候車月台

| 石溪 ↑   |
| \| 上    |
| ↓ 花郎臺 |

| 月台 | 路線           | 目的地                               |
| ---- | -------------- | ------------------------------------ |
| 上行 | ●首尔地铁6号线 | 石溪、三角地、世界盃體育場、鷹岩方向 |
| 下行 | ●首尔地铁6号线 | 花郎臺、烽火山、新內方向             |

### 7號線月台

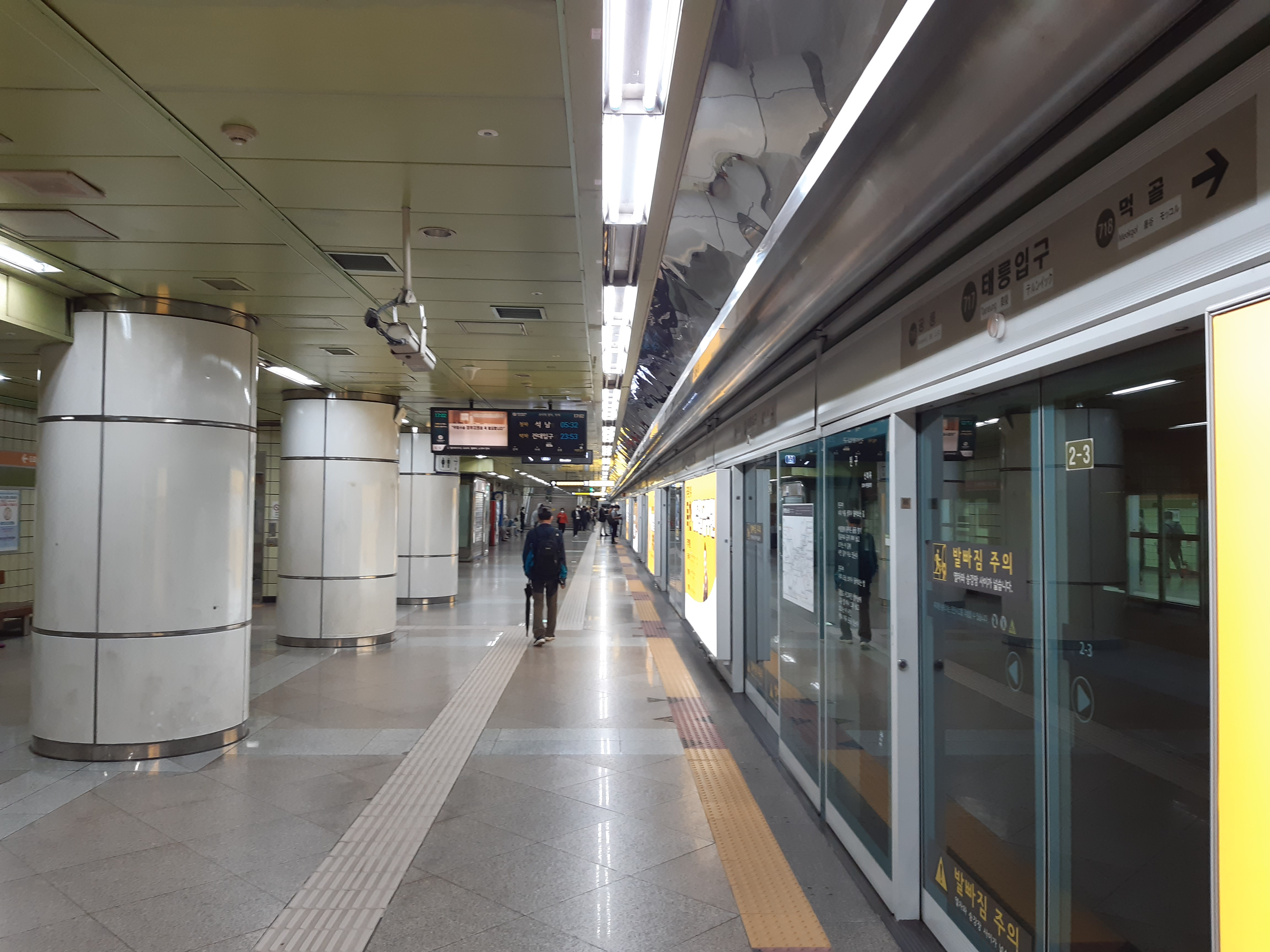
7號線候車月台

| 孔陵 ↑ |
| \| 上  |
| ↓ 墨谷 |

| 月台 | 路線           | 目的地                                     |
| ---- | -------------- | ------------------------------------------ |
| 上行 | ●首爾地鐵7號線 | 孔陵、蘆原、道峰山、長岩方向               |
| 下行 | ●首爾地鐵7號線 | 江南區廳、大林、新中洞、富平區廳、石南方向 |

## 歷史
- 1996年10月11日：落成啟用。
- 2000年8月7日：6號線站體開通。

## 車站周邊
- 孔陵市場
- 孔陵郵局
- 高齡者僱傭安定中心
- 新韓銀行泰陵站分行
- 月陵橋
- 泰陵國際綜合射擊場
- 泰陵民防教育場
- 首爾漢川初等學校
- 中浪川（朝鲜语：중랑천）

## 圖片

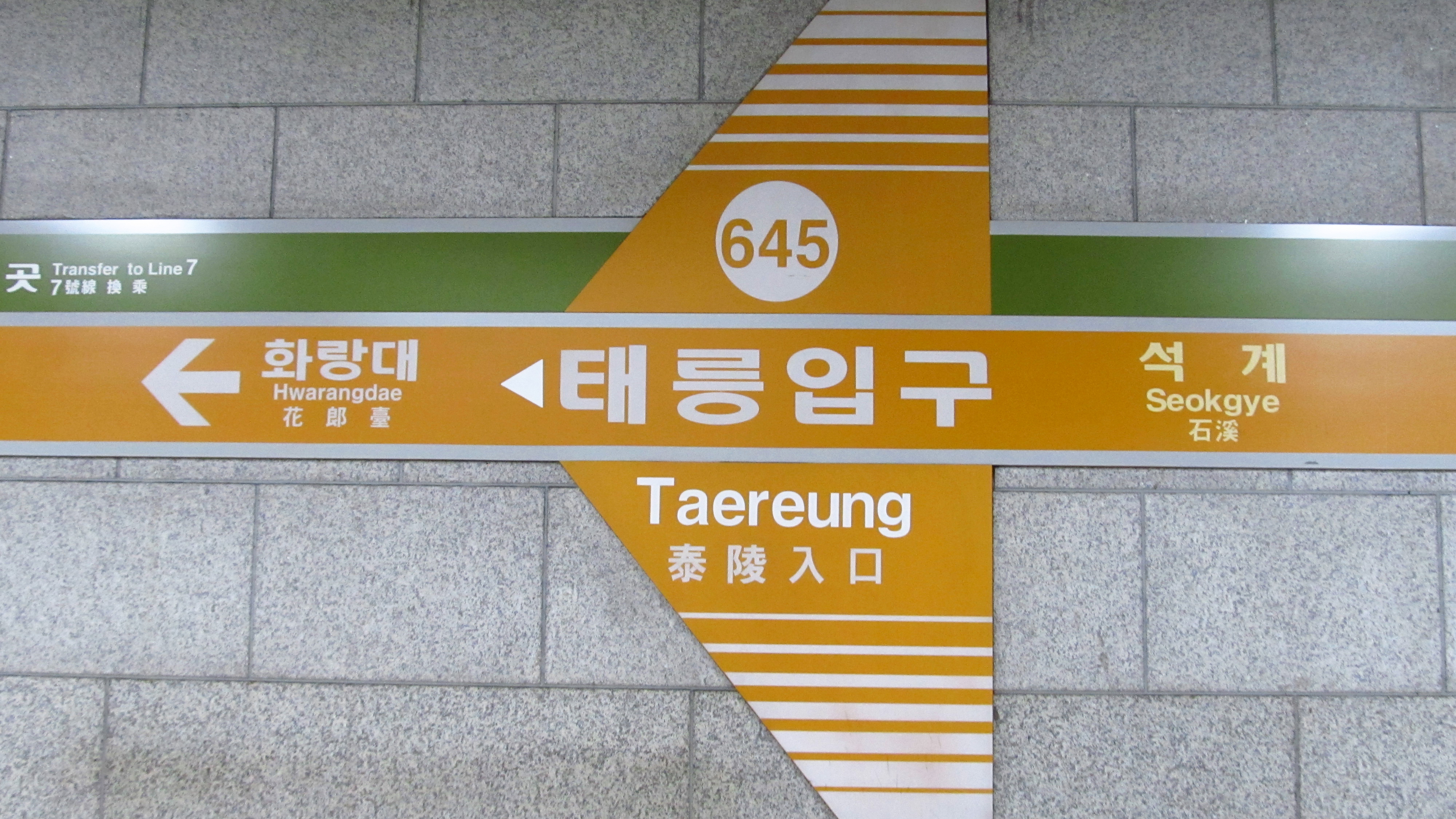
6號線站名牌（舊式）
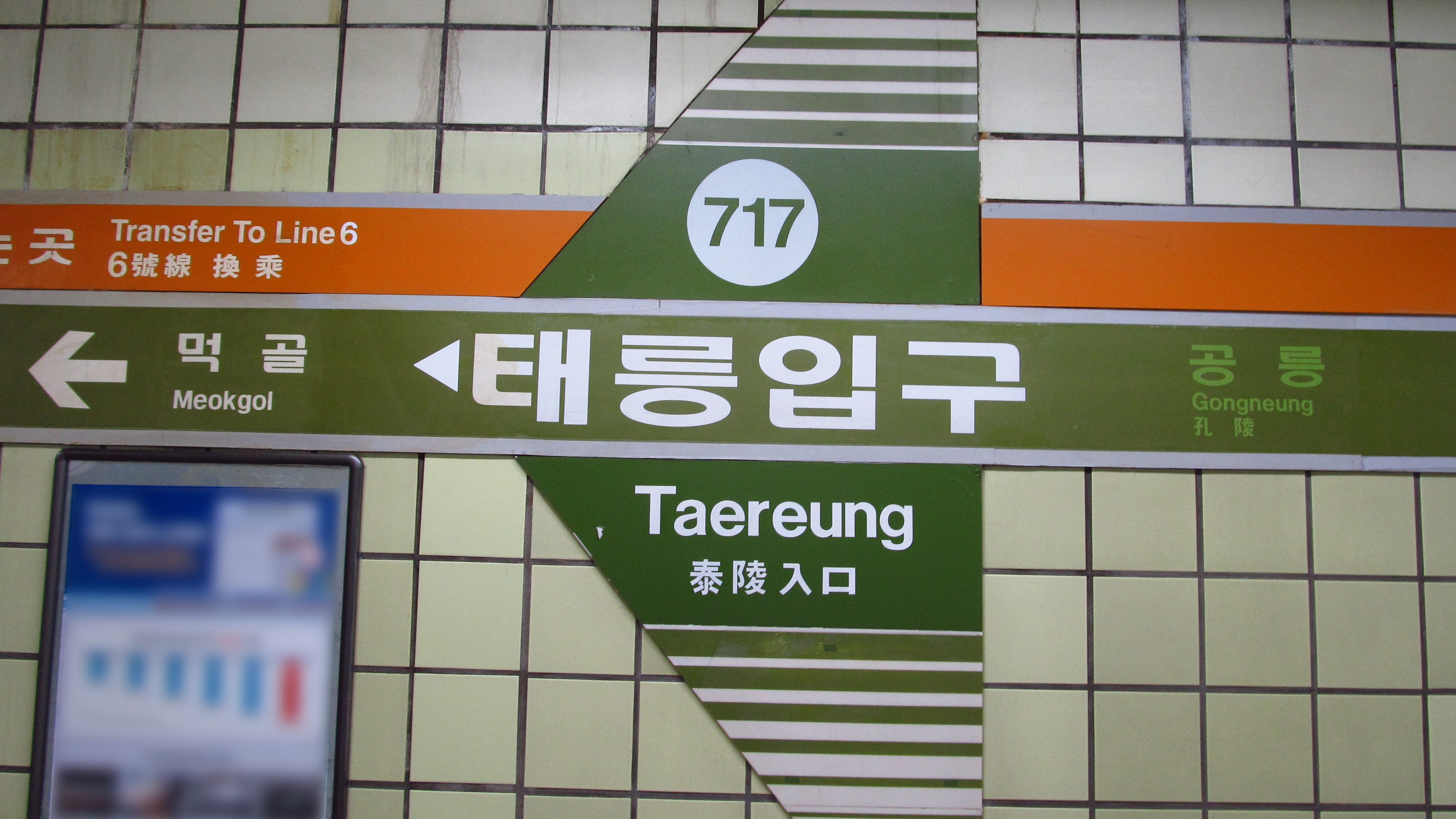
7號線站名牌（舊式）

## 相鄰車站
首爾交通公社
●首尔地铁6号线
石溪（644）－泰陵（645）－花郎臺（646）
●首爾地鐵7號線
孔陵（716）－泰陵（717）－墨谷（718）